# Imaginations from the Other Side
Albums de Blind Guardian
Somewhere Far Beyond
(1992) Nightfall In Middle-Earth
(1998)
Imaginations from the Other Side est le cinquième album du groupe de Power metal allemand Blind Guardian, sorti en 1995.

## Liste des titres
1. Imaginations From the Other Side (7:18)
2. I'm Alive (5:31)
3. A Past and Future Secret (3:47)
4. The Script for My Requiem (6:08)
5. Mordred's Song (5:28)
6. Born in a Mourning Hall (5:14)
7. Bright Eyes (5:15)
8. Another Holy War (4:31)
9. And the Story Ends	(5:59)